# حواریون کمبریج

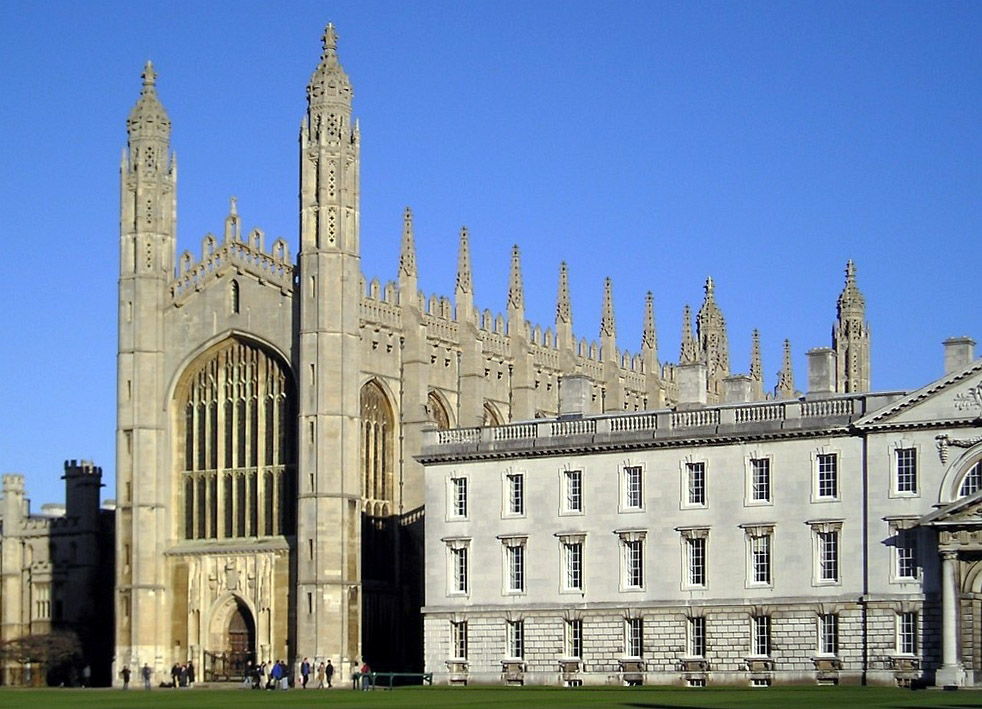
دانشگاه کمبریج

حواریون کمبریج (انگلیسی: Cambridge Apostles) یک جامعهٔ روشنفکری بود که در سال ۱۸۲۰ در دانشگاه کمبریج تأسیس شد. عبارت حواریون در نام این جامعه اشاره به تعداد اعضای اولیه آن (دوازده نفر) دارد که برابر با تعداد حواریون عیسی در انجیل است. از اعضای بنام این جامعه می‌توان به  برتراند راسل، هنری سیجویک، آلفرد تنیسون، استفان تولمین،  لودویگ ویتگنشتاین، فردریک پالاک، و جیمز کلرک ماکسول اشاره کرد.